# Велика Загорівка (зупинний пункт)
Велика Загорівка — пасажирський залізничний зупинний пункт Конотопського напрямку Конотопської дирекції Південно-Західної залізниці на лінії Бахмач-Пасажирський — Ніжин. Розташована поблизу села Велика Загорівка, безпосередньо біля зупинного пункту розташоване село Степ. Платформа розташована між станціями Плиски та Черемушки. Відстань від станції Київ-Пасажирський — 174 км.
Лінія, на якій розташовано платформа, відкрита 1868 р. як складова залізниці Київ — Курськ. Платформа виникла 1974 року.